# Indoreonectes evezardi
Indoreonectes evezardi é uma espécie de Actinopterygii da família Balitoridae.
Apenas pode ser encontrada na Índia.